# عملية برلين (مبادرة)
عملية برلين هي مبادرة تعاون حكومات دولية مرتبطة بالتوسع المستقبلي للاتحاد الأوروبي.

## التأسيس
بدأت المبادرة بمؤتمر برلين عام 2014، والذي تلته قمة فيينا عام 2015، وقمة باريس عام 2016، وقمة ترييستي عام 2017، وقمة لندن عام 2018، وقمة بوزنان عام 2019. وقد تم إطلاق عملية برلين بهدف التعزيز والحفاظ على ديناميكيات عملية اندماج دول البلقان مع الاتحاد الأوروبي في مواجهة تزايد الشكوك في أوروبا وتجاوز تأثير قرار تجميد التوسع لمدة خمس سنوات الذي أعلنه رئيس المفوضية جان كلود يونكر.

## الأهداف
تهدف عملية برلين إلى إحياء العلاقات المتعددة الأطراف بين الدول المرشحة للانضمام إلى الاتحاد الأوروبي والدول المرشحة المحتملة مثل يوغوسلافيا السابقة وألبانيا ودول أعضاء مختارة في الاتحاد الأوروبي، كما تسعى إلى تعزيز التعاون الإقليمي بين تلك الدول في مجالات البنية التحتية والتنمية الاقتصادية. وتعد هذه المبادرة واحدة من أبرز المبادرات الدبلوماسية الرائدة في جنوب شرق أوروبا التي أطلقتها حكومة ميركل الثالثة. كما تُستكمل هذه العملية بمبادرات أخرى تركز على بلدان محددة في جنوب شرق أوروبا (على سبيل المثال، المبادرة الدبلوماسية الألمانية البريطانية لدعم انضمام البوسنة والهرسك إلى الاتحاد الأوروبي).

## الدول المشاركة
تشمل المبادرة خمسة مرشحين من البلقان غير الأعضاء في الاتحاد الأوروبي لعضوية الاتحاد الأوروبي(الجبل الأسود)، وصربيا، ومقدونيا الشمالية، والبوسنة والهرسك، وألبانيا) ومرشح محتمل من البلقان غير الأعضاء في الاتحاد الأوروبي (كوسوفو)، وبعض أعضاء الاتحاد الأوروبي، أي: النمسا، وبلغاريا، وكرواتيا، وفرنسا، واليونان، وألمانيا، وإيطاليا، وبولندا، وسلوفينيا ودولة إضافية واحدة من غير الأعضاء في الاتحاد الأوروبي، وهي المملكة المتحدة.

## قمة غرب البلقان
- مؤتمر دول غرب البلقان 2014، برلين
- قمة دول غرب البلقان 2015، فيينا
- قمة دول غرب البلقان 2016، باريس
- قمة دول غرب البلقان 2017، ترييستي
- قمة دول غرب البلقان 2018، لندن
- قمة دول غرب البلقان 2019، بوزنان
- قمة دول غرب البلقان 2020، صوفيا
- قمة دول غرب البلقان 2021، برلين (افتراضية)
- قمة دول غرب البلقان 2022، برلين
- قمة دول غرب البلقان 2023، تيرانا[3]
- قمة دول غرب البلقان 2024، برلين

## روابط خارجية
- موقع عملية برلين
- مكتب التعاون الإقليمي للشباب